# Rockets Gotha
O Rockets Gotha é um clube profissional de basquetebol alemão que atualmente disputa a 2.Regionaliga. Sua sede está na cidade de Gota, Turíngia e sua arena é a Messe Erfurt com 3.236 lugares.

## Temporada por Temporada
| Temporada | Nível | Liga | Pos. | Classificação     |
| --------- | ----- | ---- | ---- | ----------------- |
| 2010–11   | 3     | ProB | 9    | –                 |
| 2011–12   | 3     | ProB | 1    | Promovido         |
| 2012–13   | 2     | ProA | 14   | –                 |
| 2013–14   | 2     | ProA | 7    | Quartas de Finais |
| 2014–15   | 2     | ProA | 5    | Semifinalista     |
| 2015–16   | 2     | ProA | 4    | Semifinalista     |
| 2016–17   | 2     | ProA | 7    | Promovido         |
| 2017–18   | 1     | BBL  | 17   | Rebaixado         |
| 2018-19   | 2     | ProA |      |                   |